# Jonathan Sirois
Jonathan Sirois (ur. 27 czerwca 2001 w Montrealu) – kanadyjski piłkarz pochodzenia francuskiego występujący na pozycji bramkarza, od 2023 roku zawodnik CF Montréal.